# Czehe Ágoston
Czehe Ágoston (1818 – 1869. február 28.) erdőmester.

## Élete
Apai ágon egy ősi angol családból származott; apja jóvoltából gondos nevelésben részesült. Gimnáziumi tanulmányainak befejezése után a selmecbányai erdészeti akadémiát végezte el, majd a Szatmár megyei Felsőbánya erdőségeinek erdőmestere lett.

## Munkái
Kéziratban maradt művei:
- A növényország egyedei. (Ebben a műben több mint 40 000 növény van felsorolva magyar, német és latin nyelven.)
- Die praktische Messkunst című munka mértani ábrákkal ellátott magyar fordítása.

Számos szakcikket irt 1844-től kezdve a Magyar Gazda és az Erdészeti Lapok című folyóiratokba.